# Lyrický soprán
Lyrický soprán je jeden ze tří hlavních podtypů ženského sopránového zpěvního hlasu.

## Charakter hlasu
Témbr lyrického sopránu je plnější a sytější než u světlého sopránu, i když s méně výraznou extenzí. Tvoří přechod mezi světlým sopránem (s výškami a pružností) a dramatickým sopránem (s větší plností a menší pružností).

### Rozsah
Přibližný hlasový rozsah je mezi středním c1 a vysokým c (C4 – C6),  i když v některých případech dosahují i do des6. Od lehkého lyrického sopránu se liší tím, že je plnější ve střední poloze a méně prostoru pro výšky.
Lyrický soprán je nejrozšířenějším pěveckým rejstříkem mezi soprány a pro tento hlas je velké množství rolí.

## Role pro lyrický soprán[2]
- Antonie, Hoffmannovy povídky (Offenbach)
- Elvíra, Don Giovanni (Mozart)
- Hraběnka, Figarova svatba (Mozart)
- Liù, Turandot (Puccini)
- Maršálka, Růžový kavalír (Strauss)
- Madam Butterfly, Madam Butterfly (Puccini)
- Magda, Vlaštovka (Puccini)Šablona:Nueva columna
- Markétka, Faust (Gounod)
- Mimì, Bohéma (Puccini)
- Micaëla, Carmen (Bizet)
- Nedda, Komedianti (Leoncavallo) (někdy též lyricko-dramatický soprán/spinto)
- Rusalka, Rusalka (Dvořák)
- Taťána, Evžen Oněgin (Čajkovskij)

## Slavné lyrické sopranistky
- Montserrat Caballé
- Magda Oliverová
- Rosanna Carteriová
- Licia Albanese
- Renata Scottová
- Barbara Frittoliová
- Maria Chiaraová
- Carla Maria Izzo
- Lisa Della Casa
- Victoria de los Ángeles
- Renée Flemingová
- Mirella Freniová
- Cecilia Gasdiaová
- Catherine Malfitanová
- Angela Gheorghiu
- Elisabeth Schwarzkopfová
- Adriana Maliponteová
- Kiri Te Kanawaová
- Katia Ricciarelliová
- Gundula Janowitz
- Daniela Dessìová
- Anna Netrebko
- Maria Agrestaová
- Carmen Giannattasiová